# Geokichla citrina
El zorzal citrino o zorzal dama (Geokichla citrina) es una especie de ave paseriforme de la familia Turdidae nativa del sur de Asia. Es común en las área boscosas del subcontinente indio, el sur de China y el sudeste asiático, llegando hasta Borneo y Bali. La especie tiene poblaciones sedentarias y migratorias. Esta especie muestra preferencia por las zonas pantanosas umbrías, y como muchos de sus parientes es de costumbres discretas y solitarias.
El zorzal citrino es un pájaro omnívoro, que se alimenta de una gran variedad de insectos, lombrices y frutos. Suele anidar en los arbustos.
El macho de zorzal citrino presenta el plumaje de las partes superiores de color gris uniforme, mientras que su cabeza y partes inferiores son de color anaranjado. Las hembras y los juveniles tienen las partes superiores parduzcas.

## Taxonomía
La especie fue descrita científicamente por el naturalista británico John Latham en 1790 como Turdus citrinus. Este nombre específico en latín significa citrino (amarillo verdoso) en referencia al color de su cabeza y partes superiores. Se reconocen unas 12 subespecies.
Rasmussen y Anderton (2005) indicaron que este complejo podría albergar más de una especie.

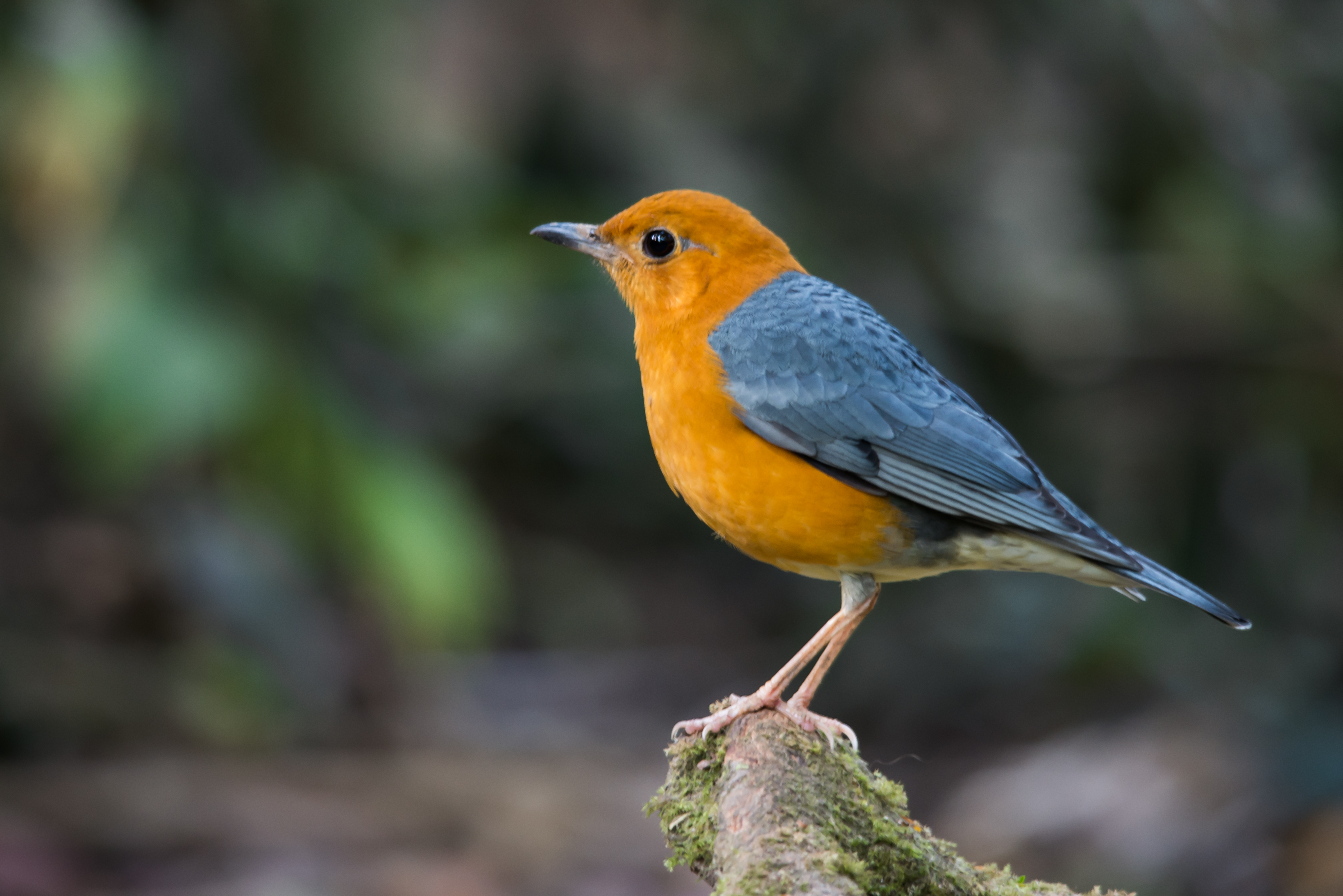
Ejemplar de G. c. citrina en el sur de Tailandia.

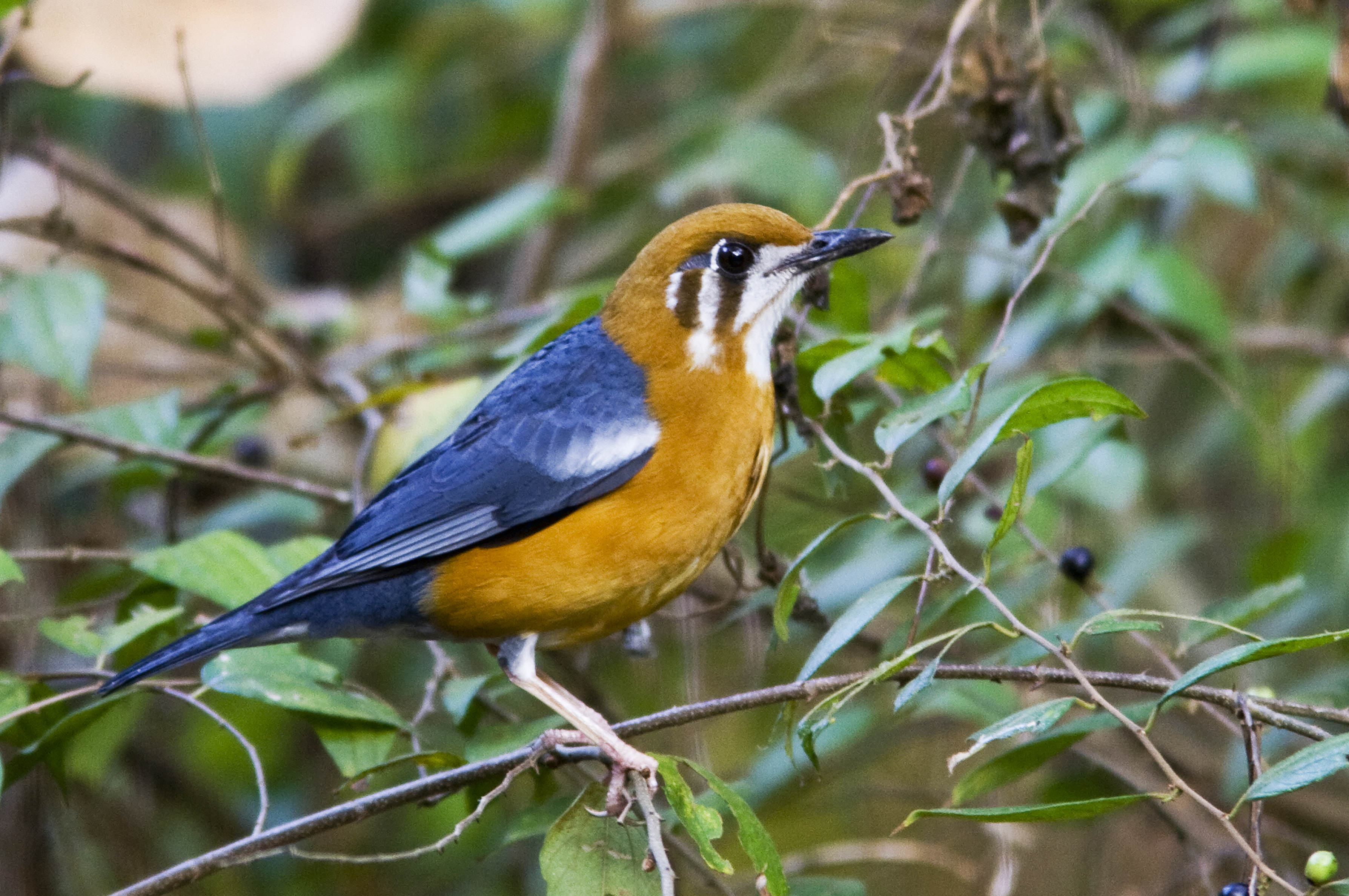
Macho de G. c. cyanotus.

- G. c. citrina, la subespecie nominal que cría desde el norte de la India, a lo largo del Himalaya hasta el oeste de Bangladés y posiblemente también Birmania occidental. Es migratoria y pasa el invierno en el sur de la India, Sri Lanka y Bangladés.[5]
- G. c. cyanota es sedentaria y ocupa la India peninsular al sur de Kerala.[5] Tiene la garganta y los laterales del rostro blancos, con dos pequeñas listas negras que van hacia abajo desde la altura de los ojos.[7]
- G. c. amadoni (no reconocida por todos) se encuentra al noreste de la india peninsular (Madhya Pradesh y Orissa) tiene el píleo de color naranja intenso y las alas más largas que cyanota.[6][8]
- G. c. innotata cría en la mayor parte del sudeste asiático, desde el sur de Birmania y el suroeste de China hasta el norte de Tailandia, el centro y sur de Laos, Camboya y el sur de Vietnam. En invierno se desplaza al sur de Birmania, Tailandia y Malasia.[5] Es similar a la subespecie nominal pero el macho es de una naranja más intenso y carece de las puntas bancas de las coberteras medias; las hembras son de tonos más apagados en la cabeza y partes inferiores, y con tonos de oliváceos a grises en el manto y la espalda.[9]
- G. c. melli cría en el sudeste de China, y es parcialmente migratoria, aparece regularmente en Hong Kong en invierno.[5]
- G. c. courtoisi cría en el sur y centro de China.[5]
- G. c. aurimacula cría en el sur de Vietnam, Hainan y posiblemente en el norte de Laos. Se parece a G. c. cyanota, pero con el patrón de la cabeza menos definido. Los laterales de su rostro y cuello son blanquecinos pero salpicados de naranja o marrón y con listas faciales menos marcadas. El naranja de su pecho y flancos se vuelve más claro en el vientre y la parte inferior de los flancos.[5]
- G. c. andamensis ocupa las islas Andamán.[5]
- G. c. albogularis nativa de las islas Nicobar.[5]
- G. c. gibsonhilli cría del sur de Birmania al sur de Tailandia,  y pasa el invierno en las zonas bajas de la Tailandia peninsular, las islas del golfo de Tailandia, y Malasia. Es similar a la subespecie nominal pero es de tonos naranjas más intensos y algo mayor y tiene un pico más robusto,[5] y muestra coberteras medias con puntas blancas.[10]
- G. c. aurata se encuentra en las montañas del norte de Borneo.[5]
- G. c. rubecula ocupa el oeste de Java.[5]
- G. c. orientis está presente en el este de Java y Bali. Existe una zona de transición con G. c. rubecula en el oeste de su zona de distribución. La separación de esta subespecie de oeste de Java ha sido cuestionada.[5]

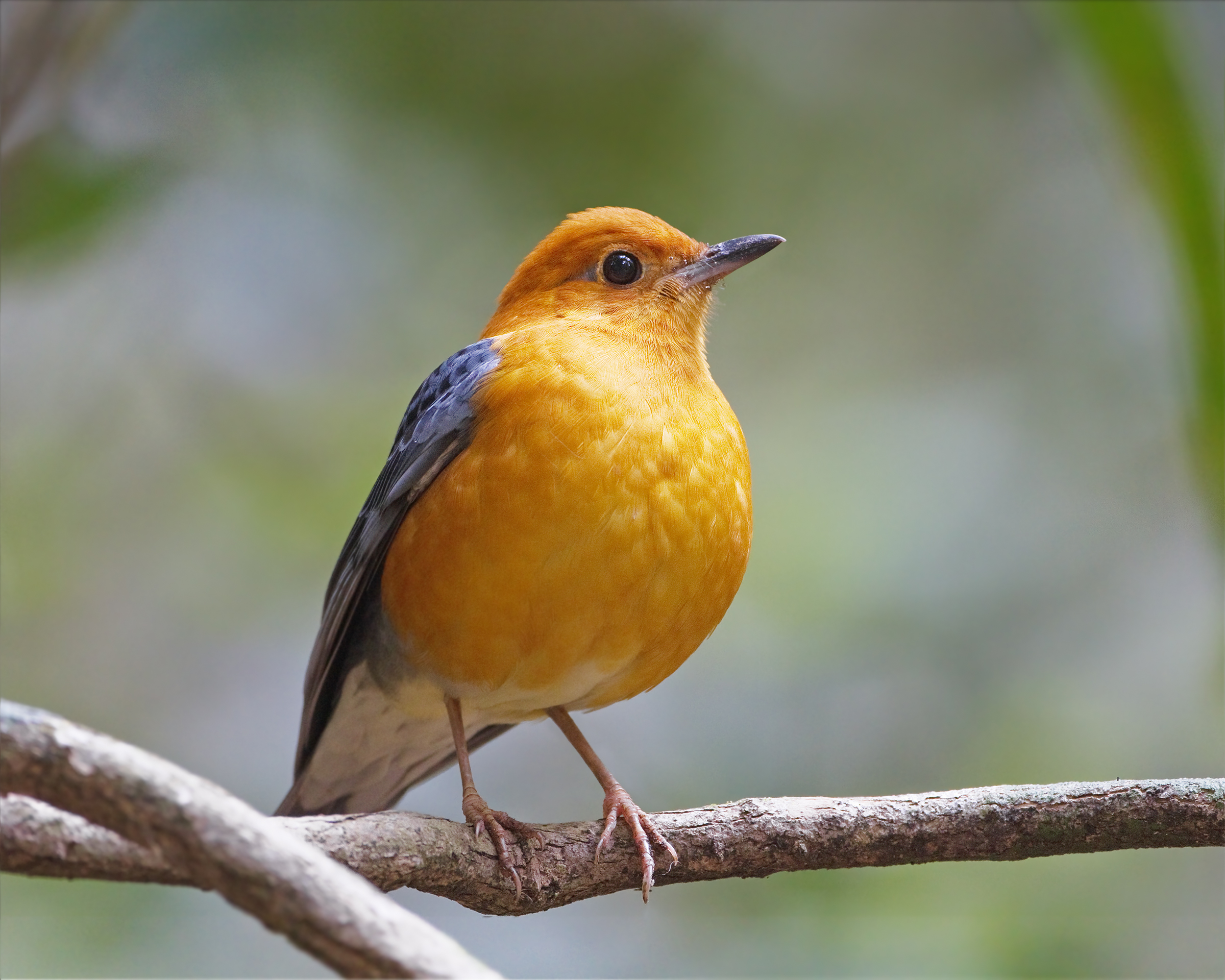
Macho en Tailandia.

### Medidas
La tabla siguiente resume las medidas físicas de algunas de las subespecies:
| Subspecies         | Longitud (mm) | Cabeza (mm) | Cola (mm) |
| ------------------ | ------------- | ----------- | --------- |
| G. c. citrina      | 162-168       | 46-48       | 76-81     |
| G. c. cyanotus     | 165-170       | 42-46       | 74-79     |
| G. c. andamanensis | 150-158       | 43-45       | 65-78     |
| G. c. albogularis  | 155-165       | 44-48       | 68-79     |

## Descripción

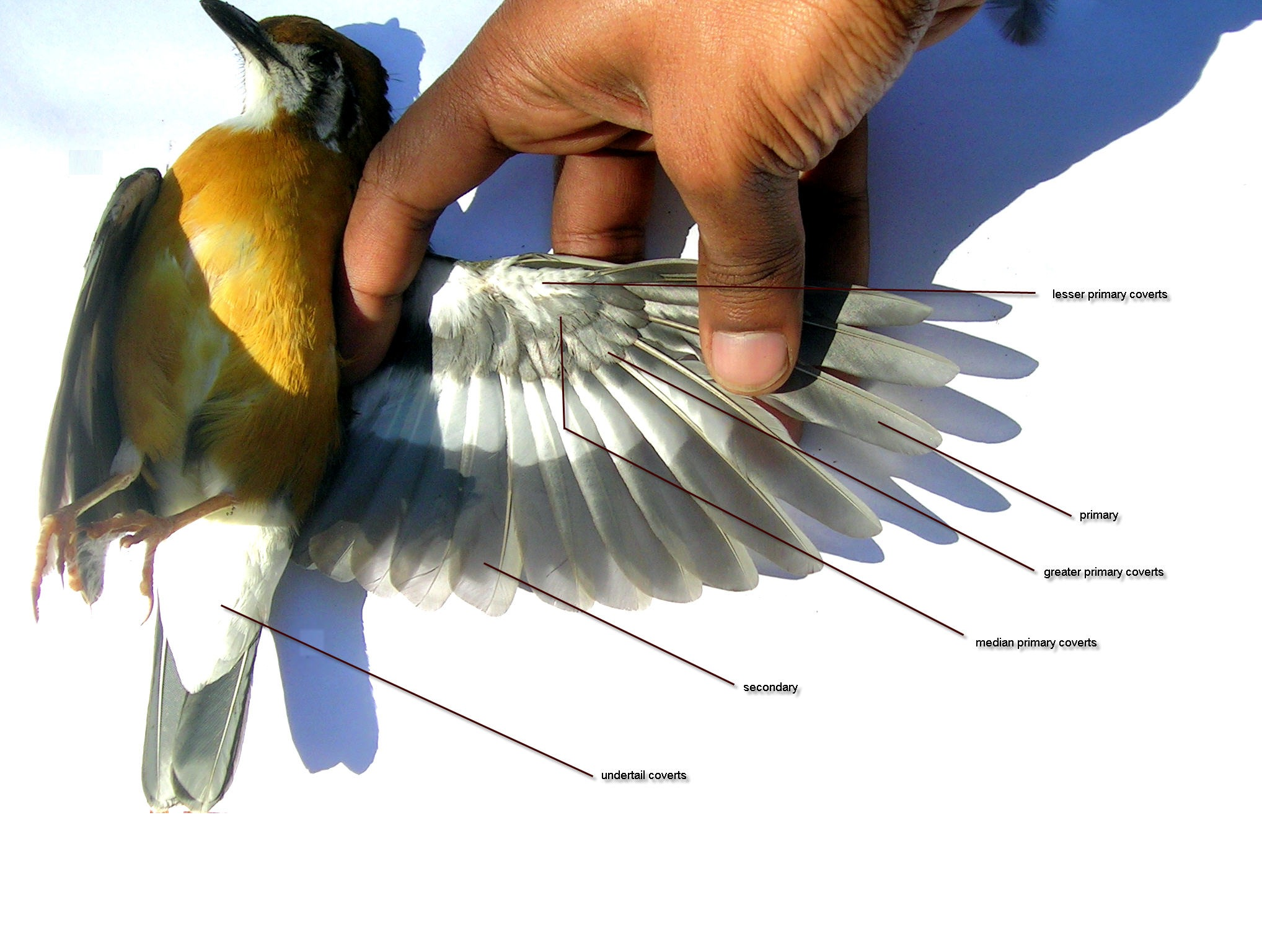
Parte inferior del ala de G. c. cyanotus

El zorzal citrino mide entre 20,5–23,5 centímetros de largo, y pesa entre 47–60 gramos. El macho adulto de la subespecie nominal tiene la cabeza y las parte inferiores de color naranja en su totalidad, y las partes superiores del cuerpo y alas de color gris, con las coberteras medias y la parte inferior de la cola blancas. Su pico es de color gris oscuro y sus patas son marrones en la parte frontal y rosadas o amarillentas en la parte trasera.
Las hembras se parecen a los machos pero tienen las partes superiores del cuerpo de tonos más parduzcos u oliváceos y las alas de tonos castaños más cálidos, aunque algunas hembras viejas son casi idénticas a los machos. Los juveniles tienen la espalda parduzca con vetas anteadas, y tonos pardo rojizos en la cabeza. Sus alas son grises. Su pico es parduzco, y sus patas marrones.
El plumaje naranja y gris de esta especie es muy característico, y es poco probable confundirla con otras especies. Las diferencias entre subespecies, como se describe arriba, puede ser marcada, siendo el patrón facial de G. c. cyanota el más llamativo, pero hay variaciones menos obvias en el tono del plumaje, o la extensión del blanco de la parte inferior de las alas. Como los demás zorzales de su género todas las formas de esta especie muestra un patrón de color característico bajo las alas, con una banda blanca longitudinal.

### Canto
Entre las llamadas del zorzal citrino se encuentran suaves chuk  o tchuk, un chirriante teer-teer-teer, y un leve tsii o dzif cuando vuelan. Sin embargo, por lo general es un ave silenciosa, especialmente en invierno. Su canto consiste en series claras y altas de trinos que recuerdan a los del mirlo común, pero con una estructura más repetitiva. Además incluye imitaciones de otras aves como los bulbules, timalíidos y sastrecillo común. Suele cantar desde un posadero en un árbol frondoso, principalmente por la mañana temprano y al atardecer.

## Distribución y hábitat

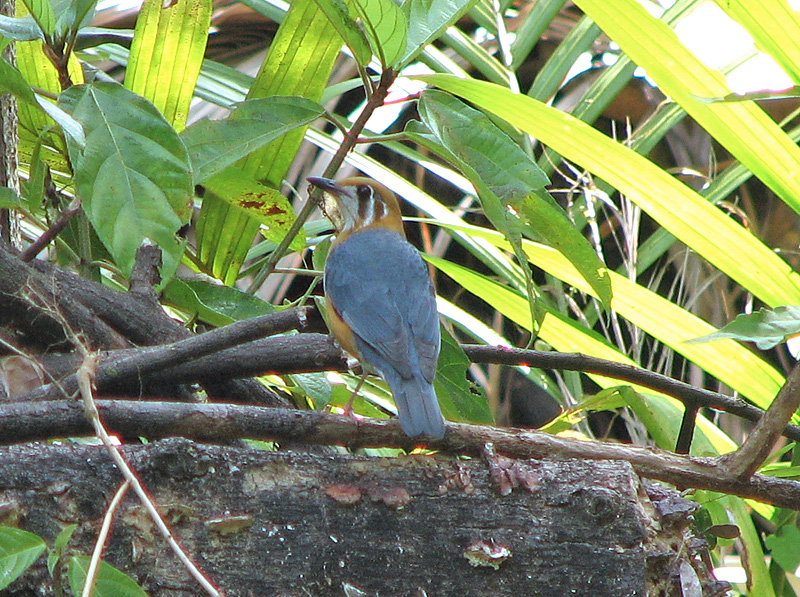
El zorzal citrino suele encontrarse en el sotobosque de las selvas húmedas.

El zorzal citrino cría en la mayor parte del subcontinente indio, tanto en la India como Bangladés y Sri Lanka, y por todo el sudeste de Asia, hasta Borneo, Java y Bali. Su hábitat natural son los bosques húmedos planifolios perennes, con sotobosque de densidad media de arbustos y helechos, aunque también utiliza los bosquetes de bambú y los bosque secundarios. G. c. cyanota también ocupa los parques, jardines y huertos.
Esta estecie se encuentra en zonas pantanosas, cerca de los cursos de agua o barrancos umbríos. Puede encontrarse entre los 250–1830 metros de altitud en el Himalaya y hasta los 1500 metros en Malasia, Tailandia y Java. G. c. aurata ocupa de forma sedentaria la zona entre los 1000–1630 metros en los montes Kinabalu y Trus Madi, al norte de Borneo. Algunas de sus subespecies son total o parcialmente migratorias, y sus áreas de invernada son similares a los bosques donde crían, pero en altitudes más bajas.

## Comportamiento

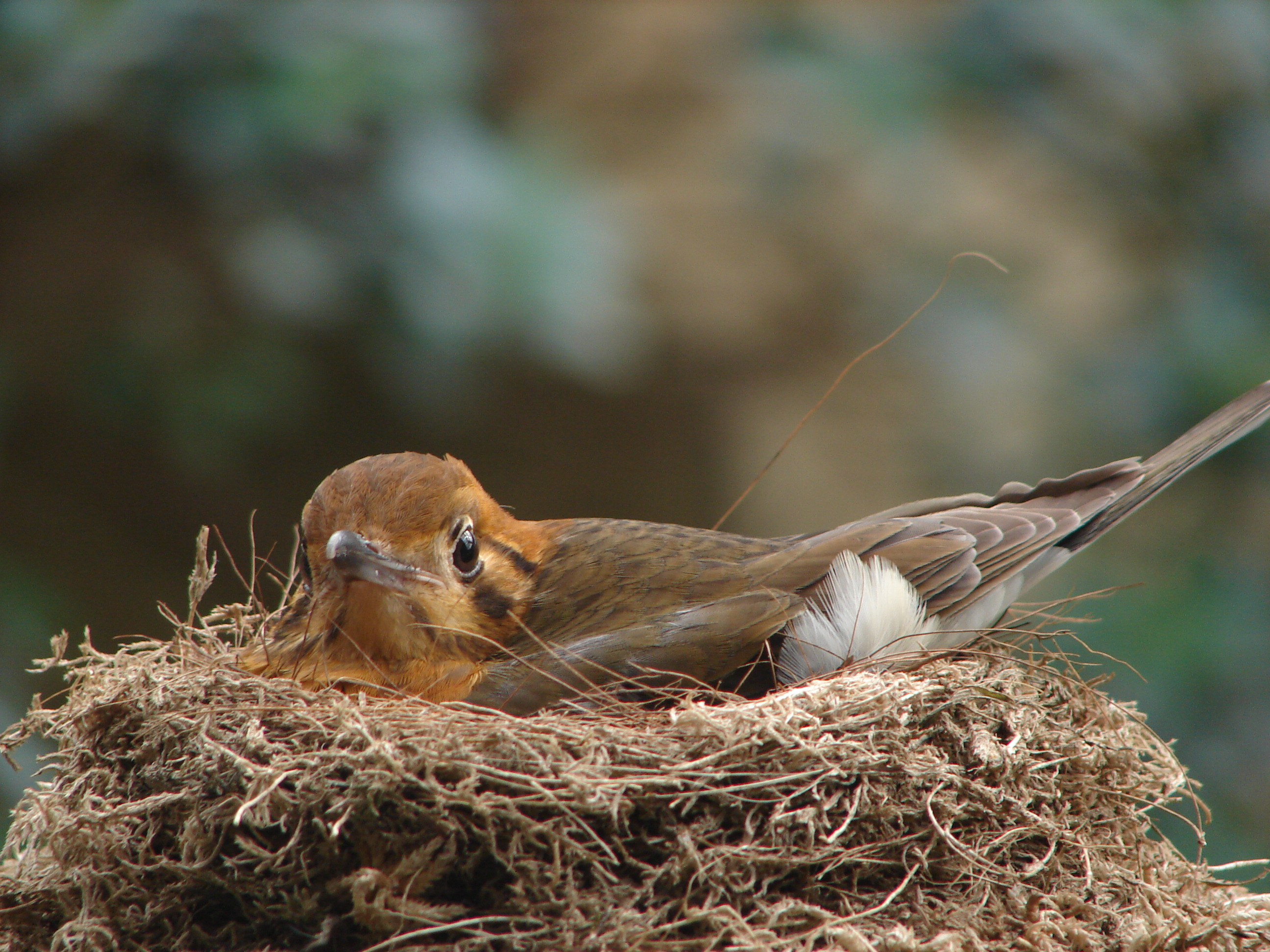
Hembra incubando.

El zorzal citrino es un ave tímida y sigilosa que por lo general se encuentra sola o en parejas, pero que comparativamente es más fácil de ver que otros miembros de su género, y varios individuos se pueden congregar fuera de la época de cría en lugares donde haya una buena fuente de alimento. Posee un vuelo rápido y silencioso, pero a menudo cuando es molestado puede quedarse agazapado sin moverse hasta que la amenaza haya pasado.

### Reproducción

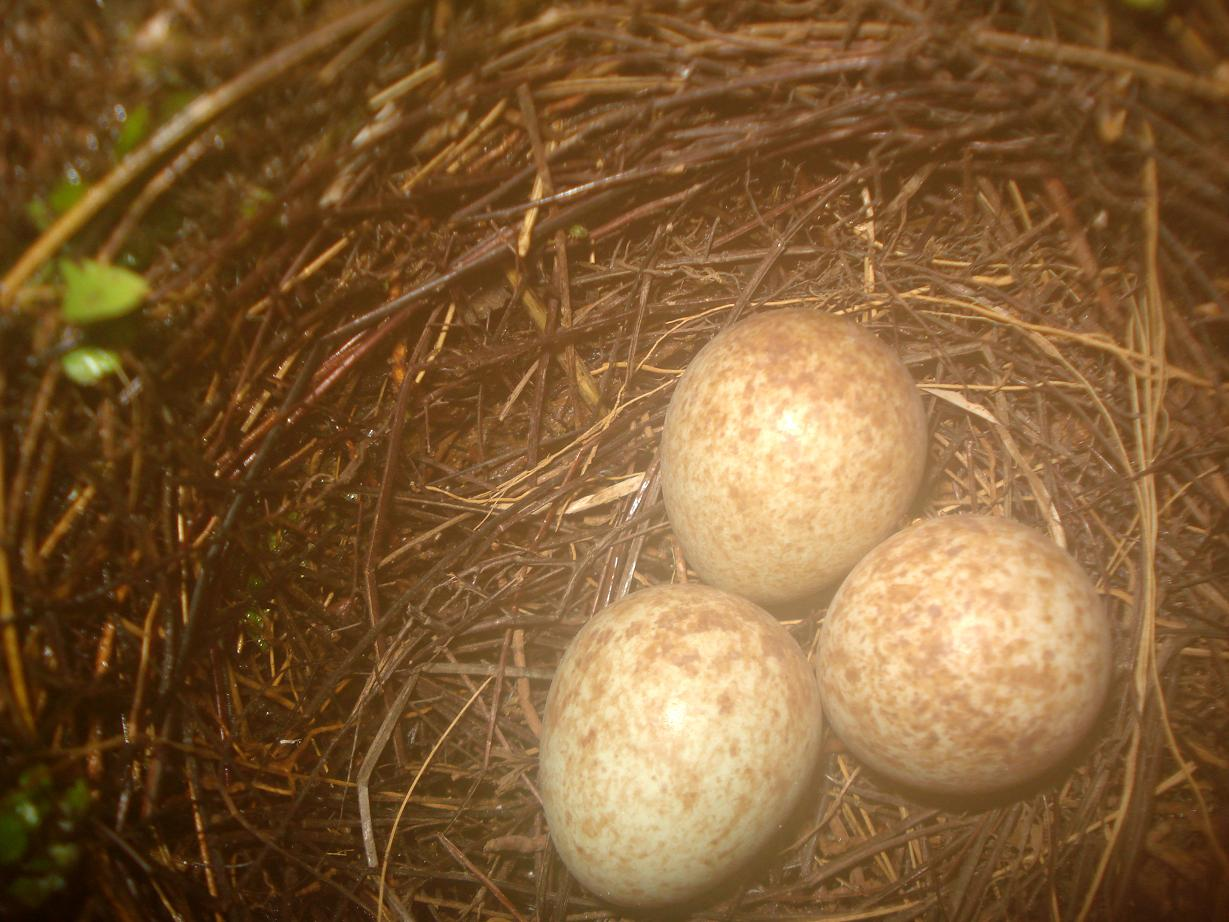
Nido de zorzal citrino.

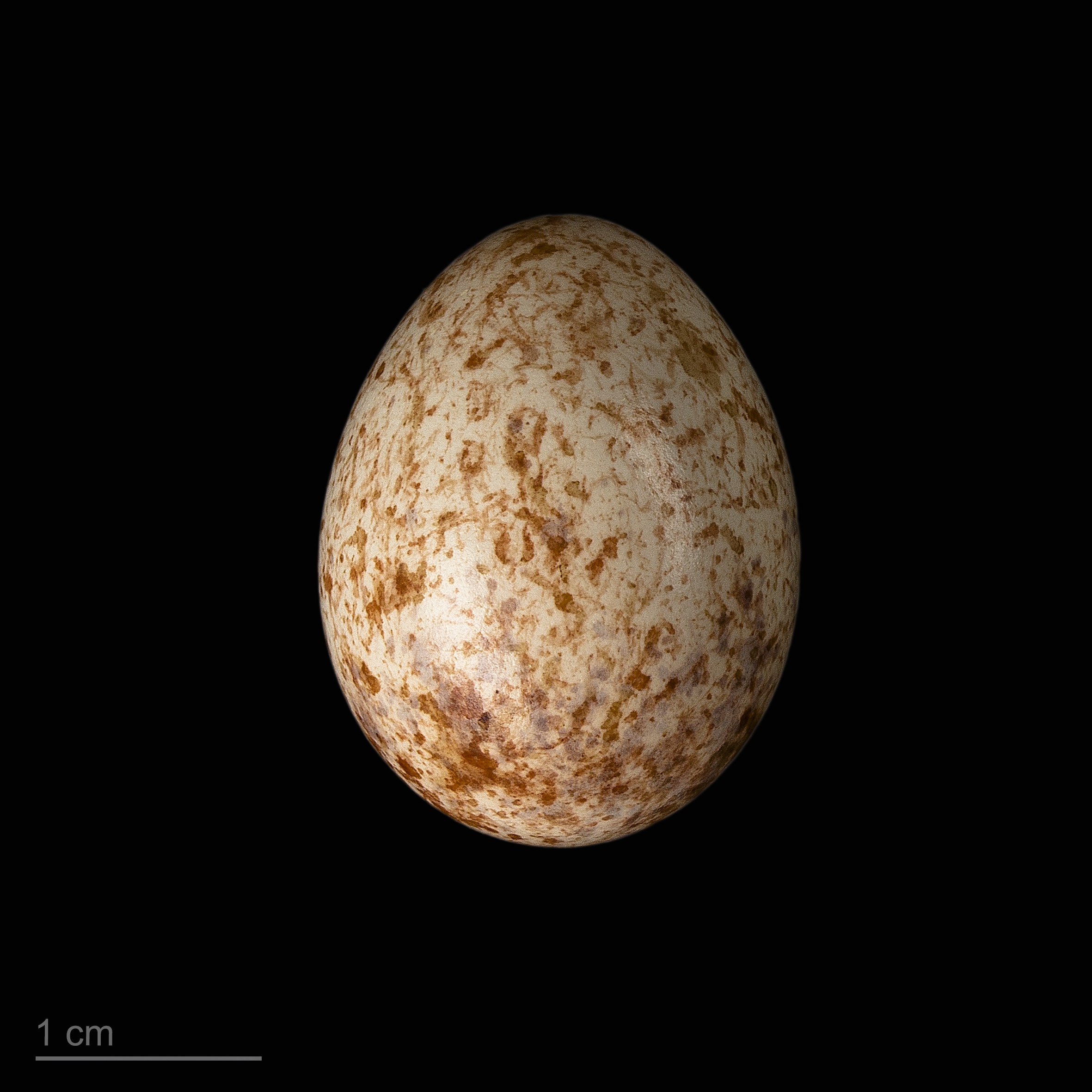
Geokichla citrina - MHNT

Ambos miembros de la pareja se dedican a la construcción del nido. El nido consiste en un cuenco ancho pero poco profundo de ramitas, helechos y raicillas, con el interior forrado de material más suave como hojas, musgo y acículas de coníferas. Suelen situar el nido a una altura de hasta 4,5 metros en arbustos y árboles pequeños. Su puesta suele componerse de tres o cuatro huevos, ocasionalmente cinco, que son de color crema o con un ligero tono azul, gris o verde, salpicados con motas violáceas o rojizas. La incubación dura entre 13–14 días, y los polluelos tardan otros 12 días en dejar el nido.
Esta especie sufre el parasitismo de puesta del críalo blanquinegro, que suele poner uno de sus huevos en los nidos. A diferencia del cuco común, ni la hembra ni el polluelo eclosionado saca al resto de huevos del nido, pero con frecuencia los hijos del hospedador mueren por no conseguir suficiente alimento porque no pueden competir con el críalo por la comida. También se ha registrado parasitismo de puesta sobre esta especie por parte del críalo oriental, y muy raramente del cuco común.

### Alimentación
El zorzal citrino se alimenta en el suelo entre el sotobosque o cualquier otra cobertura vegetal densa. Es más activo al amanecer y anochecer, y rebusca insectos, arañas y otros invertebrados entre la hojarasca. También come varios tipos de frutos. En Malasia los zorzales en invernada se aliementan regularmente de higos.

## Estado de conservación
El zorzal citrino se extiende por una amplia zona de distribución, estimada en unos 1–10 million kilómetros cuadrados. El tamaño de su población no se ha calculado, pero se cree que es grande ya que la especie se describe como frecuente al menos en partes de sus dominios. No se piensa que la especie se acerque a ninguno de los umbrales que marcan los criterios de amenaza según la UICN (por ejemplo, declives de más del 30% en diez años o tres generaciones), por lo que se clasifica como especie bajo preocupación menor.
En Java es muy popular como ave de jaula, y la población local ha sufrido un marcado declive debido al trampeo para la avicultura. En contra de la tendencia general en el sudeste asiático de que la pérdida y fragmentación de los bosques reduzca el área de distribución de las aves forestales, el zorzal citrino ha colonizado Hong Kong, donde fue registrado por primera vez 1956, gracias a la maduración de los bosques replantados.